# Stilobezzia amazonica
Stilobezzia amazonica är en tvåvingeart som beskrevs av Clastrier 1991. Stilobezzia amazonica ingår i släktet Stilobezzia och familjen svidknott.
Artens utbredningsområde är Franska Guyana. Inga underarter finns listade i Catalogue of Life.